# 2. marinski polk (ZDA)
Za druge 2. polke glejte 2. polk.
2. marinski polk (angleško 2nd Marine Regiment) je marinski polk Korpusa mornariške pehote ZDA.
Trenutno je v sestavi 2. marinske divizije in II. marinske ekspedicijske sile.

## Organizacija
- Štabna četa
- 1. bataljon 2. marinskega polka
- 2. bataljon 2. marinskega polka
- 3. bataljon 2. marinskega polka